# ジャズ・ソウル〜スティーヴィー・ワンダー・ファースト・アルバム
ジャズ・ソウル〜スティーヴィー・ワンダー・ファースト・アルバム（原題：The Jazz Soul of Little Stevie Wonder）はタムラ（モータウン）レーベルから1962年に発表された、「リトル・スティーヴィー・ワンダー」こと後のスティーヴィー・ワンダーのデビューアルバムである。
この作品はインストゥルメンタルアルバムである。
モータウンに所属する2人のプロデューサー、クラレンス・ポールとヘンリー・コスビーが主に楽曲を提供しているが、当時12歳のスティーヴィー自身も2曲の作曲に参加した。1曲目に「フィンガーティップス」(Fingertips)のオリジナルバージョンが収録されており、このライブバージョンがのちにファーストシングルとして発売されることになった。

## 収録曲
1. Fingertips
2. The Square
3. Soul Bongo
4. Manhattan at Six
5. Paulsby
6. Some Other Time
7. Wondering
8. Session Number 112
9. Bam